# Jack Horner
John „Jack” R. Horner (ur. 15 czerwca 1946 w Shelby) – amerykański paleontolog zajmujący się głównie dinozaurami, specjalizujący się w dinozaurach kaczodziobych, ich jajach, rozwoju osobniczym, zachowaniach rodzicielskich oraz histologii i ewolucji. John Horner studiował na Montana State University w Missouli, a obecnie jest kustoszem w Muzeum Gór Skalistych w Bozeman (Museum of the Rockies).

## Dorobek naukowy
Horner odkrył i jako pierwszy opisał wiele taksonów dinozaurów, m.in. majazaurę i orodroma, któremu na cześć swego przyjaciela, Boba Makeli, nadał naukową nazwę Orodromeus makelai. Jako jeden z pierwszych paleontologów twierdził, że niektóre z dinozaurów opiekowały się swoim potomstwem, co udowodnił na przykładzie majazaury.
Przez wiele lat Horner był największym obrońcą tezy, wedle której tyranozaur nie był aktywnym drapieżnikiem, lecz padlinożercą. Większość paleontologów nie zgadza się z Hornerem, twierdząc, że tyranozaur nie musiał być wyłącznie padlinożercą (sam Horner w późniejszych publikacjach również wycofał się z tej tezy). W 2000 Horner wraz z ekipą odkrył skamieniałości pięciu tyranozaurów, a trzech kolejnych następnego lata. Był wśród nich osobnik nazywany „C-Rex” lub „Celeste” (po żonie Hornera) – prawdopodobnie o około 10% większy od największego znanego dotychczas tyranozaura „Sue”. W 2003 odnalazł kość udową należącą do przedstawiciela gatunku Tyrannosaurus rex, z której naukowcy w 2007 zdołali wyabstrahować białka. Przypuszcza, że skamieniałości określane jako drakoreks i stygimoloch należą tak naprawdę do młodych i dorastających pachycefalozaurów.
Na jego cześć nazwano gatunki dinozaurów Anasazisaurus horneri i Achelousaurus horneri.
Horner opublikował ponad 100 prac i wiele artykułów naukowych oraz napisał 6 popularnonaukowych książek o dinozaurach (m.in. Dinosaurs Under the Big Sky i Dinosaur Lives).
W 2013 za osiągnięcia naukowe i wkład w rozwój paleontologii kręgowców otrzymał Medal Romera-Simpsona (Romer-Simpson Medal), przyznawany przez Society of Vertebrate Paleontology.

## Przyjazd do Polski
10 października 2007 odpowiadając na apel fundacji „Mam Marzenie” odwiedził w Górnośląskim Centrum Zdrowia Dziecka i Matki w Katowicach chorego na białaczkę, pasjonującego się dinozaurami 7-letniego Kubę Jurgasia.